# Gelia T. Castillo
Gelia Tagumpay Castillo (* 3. März 1928 in Pagsanjan, Provinzen der Philippinen; † 5. August 2017) war eine philippinische Soziologin und Hochschullehrerin. Sie war emeritierte Professorin an der University of the Philippines Los Baños und war eine Pionierin des Konzepts der partizipativen Entwicklung.

## Leben und Werk
Castillo erlangte 1953 ihren Abschluss in Psychologie mit magna cum laude an der University of the Philippines Diliman. Anschließend spezialisierte sie sich auf ländliche Soziologie und erwarb 1958 ihren Master-Abschluss an der Pennsylvania State University und promovierte 1960 an der Cornell University.
Von 1953 bis 1957 war sie Dozentin für Psychologie und Soziologie am Department of Agricultural Education des College of Agriculture der University of the Philippines Los Baños (UP). Nach ihrer Promotion war sie von 1960 bis 1966 Assistenzprofessorin, dann bis 1972 außerordentliche Professorin und anschließend bis 1988 ordentliche Professorin für ländliche Soziologie am UP College of Agriculture. 1988 wurde sie als eine der ersten sechs Personen, die eine solche Position an der UP erhielten, in den Rang einer Universitätsprofessorin berufen. Am 3. März 1993 wurde sie zur emeritierten Professorin ernannt.
Am Institut für ländliche Soziologie der Cornell University war sie von 1958 bis 1960 als Lehr- und Forschungsassistentin und von 1966 bis 1967 als Gastprofessorin tätig. Am International Rice Research Institute (IRRI) war sie Mitte der 1980er Jahre als Gastwissenschaftlerin in der Abteilung für Sozialwissenschaften tätig und war von 1994 bis 2013 Beraterin des Instituts.
Castillos Veröffentlichungen sind Werke zur philippinischen Landwirtschaft und ländlichen Entwicklung. Zu ihren Büchern gehören All in a Grain of Rice, das erste von einer Philippinerin geschriebene Buch über die Reaktion der philippinischen Bauern auf neue Technologien, und Beyond Manila, zitiert als eine eingehende und analytische Studie der Probleme und Bedürfnisse der ländlichen Gebiete im Verhältnis zur ländlichen Entwicklung.
Castillo wurde 1983 Akademikerin der National Academy of Science and Technology (NAST). 1999 erhielt sie vom damaligen Präsidenten Joseph Estrada den Titel einer National Scientist of the Philippines für ihre Forschung zur gesellschaftlichen Entwicklung und zum Abbau sozialer Probleme und wirtschaftlicher Ungleichheiten. Sie war sechs Jahre lang das einzige weibliche Vorstandsmitglied des International Potato Centre und war Vorstandsmitglied des IDRC, des International Service for National Agriculture Research und des International Council for Research in Agroforestry.
Sie war verheiratet mit Leopoldo Castillo, Professor am Institut für Tierwissenschaften, und bekam mit ihm zwei Töchtern und einen Sohn.

## Auszeichnungen und Ehrungen (Auswahl)
- 1957: ICA-NEC-Ausbildungsstipendium Typ A an der Pennsylvania State University
- 1968: Eine der zehn herausragenden Frauen der Philippinen, Federacion International de Damas Abogadas
- 1972: Forschungspreis der Ford Foundation
- 1973: Inhaberin eines Lehrstuhls für ländliche Soziologie
- 1976: Senior Research Fellow, International Development Research Center, Ottawa
- 1976: Jose P. Rizal Pro Patria Presidential Award für herausragende Agrarwissenschaftler, Malacanan Palace
- 1977: Resident Scholar, Studien- und Konferenzzentrum der Rockefeller Foundation, Italien
- 1978: Jährlicher UP-Forschungspreis
- 1979: Guevarra Centennial Award für herausragende Leistungen, Pedro Guevarra Memorial High School
- 1979: Distinguished Alumnus Award, UP College of Agriculture
- 1980: Society for the Achievement of Research Award of Merit
- 1982: PANTAS (SAGE)-Preis für ländliche Soziologie, Philippinischer Rat für Forschung und Entwicklung landwirtschaftlicher Ressourcen
- 1983: Outstanding Research Award, Universität der Philippinen Los Baños
- 1983: Ehrendoktorwürde der Agrarwissenschaften (Honoris Causa), Universität Wageningen
- Ehrendoktorwürde der Ateneo de Manila University[5]
- 1983: AchiÉvement Award (Sozialwissenschaften), Nationaler Forschungsrat der Philippinen
- 1983: Akademikerin der Nationalen Akademie für Wissenschaft und Technologie
- 1985: Outstanding Professional Award, International Social Science Honor Society of Pi Gamma Mu
- 1985: Auszeichnung für ländliche Soziologie, Alumni-Vereinigung des College of Arts and Sciences
- 1985: Outstanding Researcher Award
- 1993: Honorary Fellow Award, Gamma Sigma Delta-Kapitel der Universität der Philippinen
- 1999: Ernennung zur Nationalwissenschaftlerin, Präsident der Republik der Philippinen
- 1996: Sinag-Buahy-Preis (Ray of Light Award), Philippine Agricultural Economics and Development Association
- 2000: Benennung einer Hybride von Hibiscus rosa-sinensis zu ihren Ehren  Hibiscus rosa-sinensis Gelia T. Castillo[6]
- 2020: Gelia Castillo Award for Research on Social Innovations in Health[7]

## Veröffentlichungen (Auswahl)
- The Filipino Woman as Manpower: The Image and the Empirical Reality. University of the Philippines at Los Baños, 1976.